# Kay Medford
Margaret Kathleen Regan (14 de septiembre de 1919-10 de abril de 1980), más conocida como Kay Medford, fue una actriz estadounidense. 
Por su interpretación de Rose Brice en el musical Funny Girl y la adaptación cinematográfica del mismo nombre, fue nominada a un premio Tony a la mejor actriz destacada en un musical y un Premio Oscar a la mejor actriz de reparto, respectivamente.
Medford nunca se casó y no tuvo hijos. Murió de cáncer en la ciudad de Nueva York en 1980, a los 60 años.